# Thaddäus Kunzmann

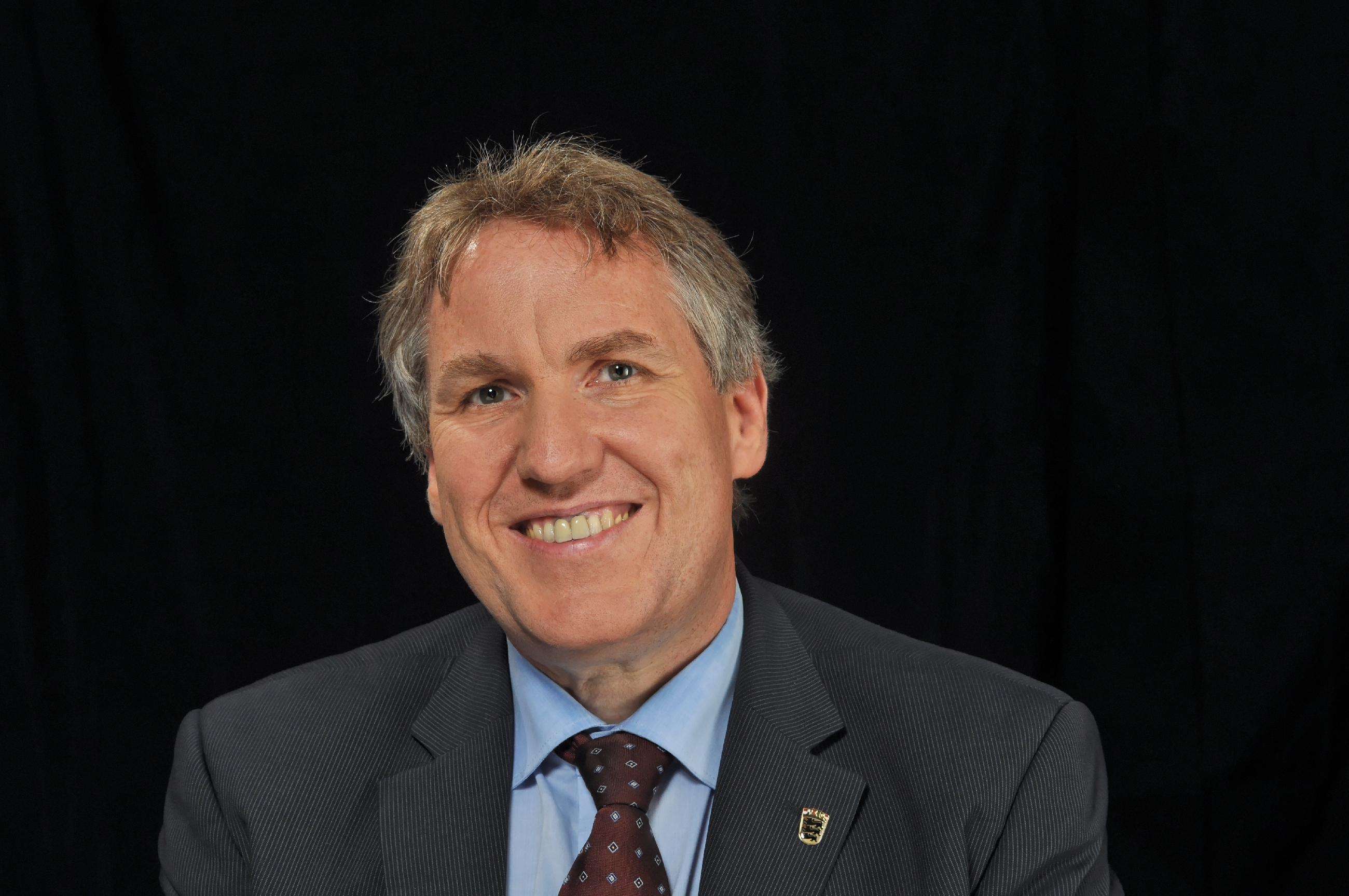
Thaddäus Kunzmann 2013

Thaddäus Kunzmann (* 6. Januar 1964 in Stuttgart) ist ein deutscher Politiker der CDU und war von 2011 bis 2016 Mitglied des Landtags von Baden-Württemberg. Von 2017 bis 2021 war er Demografiebeauftragter der Landesregierung von Baden-Württemberg.

## Ausbildung und Beruf
Thaddäus Kunzmann wuchs in Nürtingen auf und besuchte die Ersbergschule, die heutige Geschwister-Scholl-Realschule und die Albert-Schäffle-Schule, die er mit der Allgemeinen Hochschulreife abschloss. Es folgte eine Ausbildung zum Industriekaufmann in einem Betrieb der Bauchemie in Esslingen am Neckar. Danach arbeitete er dort in der Abteilung Logistik.

## Politische Tätigkeit
1980 trat Thaddäus Kunzmann in die Junge Union Nürtingen ein, und 1983 in die CDU.

### Politische Funktionen
In der CDU war er ab 2001 Vorsitzender des Kreisverbandes Esslingen, ab 2002 auch des Stadtverbandes Nürtingen. 1994 wurde er für die „Jungen Bürger Nürtingen“ (JBN) erstmals in den Nürtinger Gemeinderat gewählt, dem er bis heute angehört. Von 2010 bis 2014 war er Vorsitzender der CDU-Gemeinderatsfraktion. Seit 2014 ist er Mitglied des Kreistags im Landkreis Esslingen, Stadtbeauftragter des Malteser Hilfsdienstes Nürtingen ist er seit 2010. Von 2004 bis Mitte 2011 gehörte er ferner der Regionalversammlung des Verbands Region Stuttgart und dort dem Planungs- und Wirtschaftsausschuss an. Auch beruflich arbeitete er ab 1993 ausschließlich für die CDU. Von 1993 bis 1999 war er als Mitarbeiter des Bundestagsabgeordneten Elmar Müller beschäftigt. Von 1999 bis 2005 arbeitete er beim Landesverband Baden-Württemberg des Wirtschaftsrates Deutschland als Referent für den Präsidenten des Wirtschaftsrates und Europaabgeordneten Kurt Lauk und von 2005 bis 2011 als Mitarbeiter beim Bundestagsabgeordneten Michael Hennrich.
Bei der Landtagswahl 2011 errang Kunzmann im Wahlkreis Nürtingen das Direktmandat und setzte sich damit mit 39,7 Prozent der Stimmen unter anderem gegen den Spitzenkandidaten der Grünen und späteren Ministerpräsidenten Winfried Kretschmann durch, der in diesem Wahlkreis mit 25,7 Prozent ein Zweitmandat erzielte. Kai Holoch von der Stuttgarter Zeitung resümierte: „Den Job im Büro des CDU-Bundestagsabgeordneten Michael Hennrich hat er damals an den Nagel gehängt und ist seither ausschließlich Landtagsabgeordneter“. Bei der Landtagswahl 2016 verlor er das Direktmandat jedoch an Kretschmann; da sein prozentuales Ergebnis ebenso bei der Zweitauszählung unter denen der meisten übrigen baden-württembergischen CDU-Wahlkreiskandidaten lag, verfehlte er den erneuten Einzug in den Landtag. Von März 2017 bis April 2021 war er Demografiebeauftragter der grün-schwarzen Landesregierung.
Bei der Landtagswahl 2021 kandidierte er erneut im Wahlkreis Nürtingen, verfehlte jedoch ein Mandat.

### Kontroversen

#### Vorwurf des Antisemitismus
1986 erregte Kunzmann wegen teils antisemitischer Äußerungen bundesweit Aufsehen, zum Beispiel in „Die Zeit“: „Kurz darauf verbreitete sich der Kreisvorsitzende der Jungen Union in Esslingen, Thaddäus Kunzmann, über die Arroganz Israels, unseren demokratischen Rechtsstaat für die Judenmorde im Dritten Reich verantwortlich zu machen‘.“ In diesem Kontext äußerte Kunzmann: „‚Aufhören mit der Komplexerei‘ sage ich! Bekennen wir uns doch wieder zu uns selbst.“

#### Aussagen über Asylsuchende
Asylsuchende erwähnte Kunzmann im Wahlkampf im Februar 2016 in negativer Konnotation: Bisher „habe (…) noch niemand die Gesundheitskosten beziffert, die für die Behandlung der Asylsuchenden anfallen werden“.

#### Aussagen über George Floyd
Im Zusammenhang mit der Polizeigewalt mit Todesfolge gegen George Floyd kritisierte Kunzmann die „aktuellen Demonstrationen gegen Rassismus und Polizeigewalt“. Kunzmann schrieb im Juni 2020 in seinem privaten Facebook-Account dazu, „dass es in Deutschland kein Problem mit Polizeigewalt gebe und George Floyd ein 'Gewaltverbrecher' war“.
Die Redaktion der Stuttgarter Nachrichten sicherte diesen mittlerweile von Kunzmann gelöschten Facebook-Eintrag mit Screenshots. Darin steht unter anderem: „Achtung. Die nun folgenden Zeilen sind politisch nicht korrekt... Zur Wahrheit gehört auch, dass Floyd ein Gewaltverbrecher mit beträchtlichem Vorstrafenregister war. Niemand von uns wollte ihm in der Nacht begegnen. Ich finde, das gehört zur Wahrheit dazu. Wenn nun heute Tausende ‚gegen Rassismus und Polizeigewalt‘ auch in Deutschland demonstriert haben, dann geht mir das zu weit. Irgendwie will ich aus einem Gewaltverbrecher keine Ikone machen. Mit dem Titel und in vielen Aussagen wird nämlich suggeriert, dass Rassismus und Polizeigewalt bei uns in Deutschland alltäglich seien.“
Dies führte zu Distanzierungen und Rücktrittsforderungen. So forderte der baden-württembergische SPD-Generalsekretär Sascha Binder gegenüber der Deutschen Presseagentur den Rücktritt Kunzmanns: „Kunzmann darf unser weltoffenes Land nicht mehr repräsentieren.“
In der Nürtinger Zeitung wurde Kunzmanns Facebookpost als „unerträglich“ und „untragbar“ kommentiert: „Das Video von der Verhaftung Floyds ist unerträglich anzuschauen. Unerträglich zu lesen ist aber auch der Beitrag Kunzmanns auf dessen Facebook-Seite … Eine solche Stellungnahme ist nicht nur unerträglich, sondern auch untragbar.“
Auch der Sprecher der Landesregierung Rudi Hoogvliet im Stuttgarter Staatsministerium „reagierte empört: 'Das ist totaler Blödsinn... Was haben die Vorstrafen von George Floyd damit zu tun, wie dieser Mann zu Tode gekommen ist? Das ist nicht zu entschuldigen... Dass Menschen gegen Polizeigewalt und Rassismus demonstrieren, ist nur und ausschließlich zu begrüßen.“ Ein Kommentar in der Esslinger Zeitung titelt: „Erbärmlicher Profilierungsversuch auf Kosten eines Getöteten.“ Er resümiert: „Seine Worte waren Tritte auf den bereits toten Körper von Geroge Floyd.“
Der baden-württembergische Ministerpräsident Winfried Kretschmann hingegen „will sich zu Thaddäus Kunzmann nicht äußern – der Sozialminister soll ihm aber die Leviten lesen.“ Später äußerte er sich allerdings wie folgt: „Zunächst mal muss man mit den Betroffenen reden … Das ist einfach ein Gebot der Fairness.“ Das Landessozialministerium distanzierte sich via Twitter „aufs Schärfste“.

## Mitgliedschaften
Seit 2006 ist Thaddäus Kunzmann Mitglied der Loge „Zu den drei Linden“ in Nürtingen und seit 2010 Mitglied im Aufsichtsrat der Siedlungsbau Neckar-Fils. Seit 2015 ist er Mitglied im Beirat des Hochschulbundes der Hochschule für Wirtschaft und Umwelt Nürtingen-Geislingen e. V.

## Familie und Privates
Thaddäus Kunzmann lebt in Nürtingen und ist verheiratet.

## Presse
- Cicero. Fachblatt für das junge Genie der Jungen Union Nürtingen vom Dezember 1985
- Horst Diening: Kommentar zum Kommentar. Cicero, besinn dich! Ein Meinungsbeitrag des JU-Mitgliedes Kunzmann erregt landesweites Aufsehen – Verhältnis zu Israel. In: Nürtinger Zeitung, 31. Januar 1986